# زهور المعمري
زهور المعمري (1942 - 26 يناير 2021)، هي ممثلة إذاعية ومسرحية وسينمائية مغربية. شاركت في العديد من الأعمال التلفزيونية والأفلام، حيث لعبت دور البطولة في فيلم “امرأة في دوامة الحياة”، ونالت عنه جائزة مهرجان الإذاعة والتلفزيون في تونس.
ولدت عام 1942 بمدينة مكناس، وكان مسارها الفني انطلق رسميا سنة 1951، عبر الانخراط في التجربة الفنية المسرحية ضمن الكشفية الحسنية قبل الحصول على الباكالوريا سنة 1959. وفي سنة 1964 جسدت دور البطولة في فيلم فرنسي – مغربي باعتبارها تتقن التحدث باللغات العربية، الفرنسية، الإنجليزية والايطالية، لتنخرط بعد ذلك بفرقة «الوفاء المراكشية» ومشاركتها في عدة أعمال مسرحية.

## وفاتها
توفيت مساء الثلاثاء 26 يناير 2021 بمدينة الرباط عن عمر ناهز الـ78 سنة، بعد معاناة وصراع مع المرض دام لأكثر من 8 سنوات. تم تشييع جثمان الفقيدة يوم الأربعاء 27 يناير بعد صلاة الظهر، ودفنها بمقبرة الشهداء باب العلو.

## من أعمالها
- امرأة في دوامة الحياة (فيلم).
- الحياة (فيلم).
- الطاحونة (فيلم).
- الجزء الثاني من الفيلم الأمريكي «talent noir».
- الرسالة (فيلم).
- الفيلم الإسباني (جزءان) «un burka por amor».
- الفيلم الفرنسي «الإخوة».
- وسلسلة ألمانية حول المسيح.
- فيلم إيطالي حول المقاومة الليبية للاستعمار الإيطالي
- الفيلم المغربي «أنا الفنان» لعبد الله الزروالي.
- فيلم «أيام شهرزاد الجميلة».
- وكثير من الأعمال سواء التلفزيونية أو السنيمائية.

## جوائز وتكريمات
- كُرّمت ضمن فعاليات «المهرجان الوطني للمسرح بمكناس» في دورته الخامسة عام 2003.
- جائزة مهرجان الإذاعة والتلفزيون في تونس. عن دور البطولة في فيلم “امرأة في دوامة الحياة”.